# Colonia Francisco Villa, Hidalgo
Colonia Francisco Villa är en ort i Mexiko.   Den ligger i kommunen Tulancingo de Bravo och delstaten Hidalgo, i den sydöstra delen av landet, 110 km nordost om huvudstaden Mexico City. Colonia Francisco Villa ligger 2 167 meter över havet och antalet invånare är 152.
Terrängen runt Colonia Francisco Villa är platt åt nordväst, men åt sydost är den kuperad. Runt Colonia Francisco Villa är det ganska tätbefolkat, med 108 invånare per kvadratkilometer. Närmaste större samhälle är Tulancingo, 6,7 km söder om Colonia Francisco Villa. I omgivningarna runt Colonia Francisco Villa växer huvudsakligen savannskog.